# Español vallecaucano

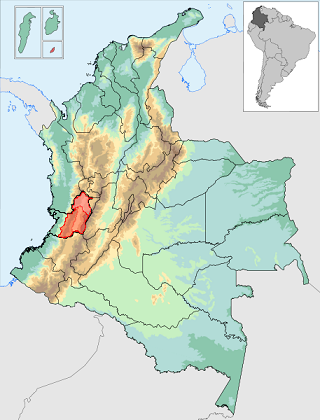
Español vallecaucano o valluno en Colombia.

El español vallecaucano, valluno o caleño es el nombre popular que se le da a la variedad lingüística característica de la región occidental de Colombia que comprende el departamento del Valle del Cauca y norte del Cauca. En poblaciones como Jamundí, Palmira y Buga es claramente reconocible. En la ciudad de Cali (capital del departamento del Valle del Cauca) y en los municipios de Yumbo, La Cumbre y El Cerrito suelen encontrarse hablantes que pueden neutralizar los rasgos más locales, mientras que en los municipios de Buga y Palmira se intensifican con más fuerza los rasgos autóctonos.

## Historia
El español vallecaucano tiene rasgos del español andaluz y leonés, traídos por los primeros colonos de la región. En el léxico, contiene además elementos africanos, debido a la cercanía al puerto de Buenaventura; una palabra de posible origen africano es "batuso", que significa tener el rostro sucio. También tiene elementos de la lengua quechua, como la palabra "chuspa" ('bolsa'). Muchos de estos rasgos se encuentran también en el español del departamento del Cauca, aunque la entonación regional es diferente. En su conjunto, el español vallecaucano y caucano forman el subdialecto caucano-valluno.

## Características

### Fonética
- La pronunciación de las consonantes se da de manera suave y lenta acompañadas de un sonido nasal aunque en menor medida que en el Caribe.
- El seseo, como en todo el español americano no se distingue "s" /s/ y "z" /θ/. Coser y cocer suenan igual.
- La pronunciación de la /s/ cuando está entre vocales, es cambiada por la "jota" aspirada /h/ ya sea en palabras o entre palabras ("Jejeo", por ejemplo: "jeñor" en vez de "señor"). Por lo general nunca se aspira al final de palabra aunque puede suceder entre los hablantes con mayor acento autóctono.
- La "jota" tiene un sonido faríngeo o glotal /h/ como en casi toda Colombia.
- El español vallecaucano es fácil de reconocer por su particular forma de arrastrar las oraciones, cambio de la /n/ final por la "eme" (m), por ejemplo, "pam" en vez de "pan", o "limóm" en vez de "limón", rasgo que tiende a desaparecer para sonar como /n/ alveolar como en el interior del país.
- Es yeísta por lo que no existe diferenciación entre "y" /ʝ/ y "ll" /ʎ/ sonanda ambas como /ʝ/ o /d͡ʒ/ como en la mayoría del país.

### Morfología

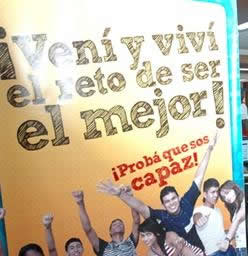
Campaña educativa de la alcaldía de Cali, "Vení y viví el reto de ser el mejor, probá que sos capaz" se detalla la forma verbal del voseo en la ciudad de Cali

- El uso del voseo está ampliamente extendido y en general tiene prestigio entre sus hablantes.[4][5][6] En el Departamento del Valle del Cauca, particularmente en la zona del valle del Río Cauca ubicada entre las cordilleras occidental y central de Colombia, es de extendido uso el voseo verbal y pronominal, sin ser necesariamente exclusivo, lo que es característica común del voseo dialectal americano aplicado solo a la segunda persona del singular. En esta región colombiana el voseo denota cercanía con el interlocutor, empleándose diariamente entre amigos, compañeros de estudio y de trabajo, vecinos, familiares, etc. relegando al "Usted" solo a condiciones de trato formal con una persona o grupo, al que se le guarda cierta distancia. El "Vos" es usado como pronombre personal y como objeto de la preposición usa te como su pronombre clítico y tu y tuyo como posesivos. Se emplea un voseo congruente entre pronombres y verbos (voseo pronominal - verbal.[7]), esto quiere decir que el "vos" será siempre acompañado por verbos en forma voseada cuya característica básica es el acento al final de dichos verbos. El presente indicativo para los verbos regulares se forma añadiendo -ás, –és, o ís, dependiendo de la palabra: vos hablás, vos comés, vos vivís. Los regulares imperativos se forman de igual manera: hablá, comé, escribí.
- Es común en los hablantes el uso de las muletillas "¡ve!" y "¡mirá ve!" (utilizadas normalmente antes de una oración), "¿oís?" y "¿oíste?" (frecuentadas después de una oración).